# Суперинтендент
Суперинтендент (нем. Superintendent: супер + интендант) — управляющая должность в ряде лютеранских церквей, примерно соответствующая епископу.

## Германия
Суперинтендент — в Германии руководитель органа церковного правительства в уезде или округе (Kreis). В частности суперинтендентом бранденбургского Берлина в 1536 году был назначен Иоганн Агрикола, а суперинтендентом Саксонии с 1539 был Бугенхаген. Суперинтендент называется также иногда деканом (Баден, Нассау, Вюртемберг), иногда пробстом (Шлезвиг-Голштейн), иногда сениором (Австрия). Он путём личных визитаций наблюдает за церковною жизнью округа и представляет отчёт о результатах своих наблюдений в уездный синод. Суперинтендент имеет право собственною властью останавливать найденные им беспорядки в церковном управлении. Он председательствует в уездном синоде и в комитете уездного синода, руководит приходскими выборами, имеет исключительное право на совершение некоторых священнодействий (например освящения церквей, ординации). Суперинтендент или назначается церковным правительством (в Пруссии XIX века — высшим евангелическим церковным советом по соглашению с министром исповеданий и с утверждения короля), или выбирается уездными синодами или духовенством и утверждается правительством (например, в Бадене и Гессене). Должность суперинтендента соединяется с одною из духовных или пасторских должностей округа.

## Россия
В России данная должность была введена по указу Петра I. Первым суперинтендентом в 1711 году стал пастор церкви в Немецкой слободе Бартольд Фагет, однако после его смерти в 1724 году новый суперинтендент не был назначен.
В дальнейшем был установлен следующий порядок: на должность суперинтендента определяется один из двух представленных на усмотрение монарха кандидатов. В консисториях место духовного вице-президента всегда занимал генерал-суперинтендент или суперинтендент данного округа. В Прибалтике титул суперинтендента присваивался органами надзора в трёх консисториальных округах империи (остров Эзель, Рига и Ревель). В обязанности суперинтендентов, за исключением московского, входил ежегодный сбор пробстов и проповедников своего консисториального округа на евангелическо-лютеранский синод или общее духовное совещание.